# The U.S. vs. John Lennon
 The U.S. vs. John Lennon (englisch ‚Die Vereinigten Staaten gegen John Lennon‘) ist ein im Jahr 2006 veröffentlichtes Soundtrackalbum eines Dokumentarfilms über John Lennon. Es ist das 16. postum erschienene Album nach Lennons Tod im Jahr 1980 und einschließlich der acht Solo-Studioalben, der drei Avantgarde-Alben mit seiner Frau Yoko Ono, der beiden Livealben, der beiden Interviewalben und der Kompilationsalben das insgesamt 28. Album John Lennons. Es wurde am 25. September 2006 in Großbritannien und am 26. September 2006 in den USA veröffentlicht.

## Entstehungsgeschichte
Im September 2006 hatte der Dokumentarfilm über John Lennon mit dem Namen The U.S. vs. John Lennon bei den Internationalen Filmfestspielen in Venedig Premiere. Die Regisseure des 96-minütigen Films waren David Leaf und John Scheinfeld. Der Film behandelt die politischen Aktivitäten und Friedensaktionen von John Lennon und Yoko Ono; einige frühere politische Weggefährten werden in aktuellen Interviews gezeigt. Weiterhin werden die wachsenden Befürchtungen der CIA vor einem „radikalisierenden“ Künstler John Lennon aufgeführt, die in einer angedrohten Ausweisung von Lennon aus den USA gipfelten.
Das Album beinhaltet eine Aufnahme von John Lennon mit den Beatles (The Ballad of John and Yoko), ansonsten erscheint Lennon als Solokünstler. Bei drei Titeln handelt es sich um unveröffentlichten Aufnahmen: Bed Peace ist eine zwölfsekündige Aneinanderreihung der Begriffe Hair Peace und Bed Peace. Attica State ist eine Liveaufnahme von der john sinclair freedom rally vom 10. Dezember 1971; How Do You Sleep?  ist eine Instrumentalversion des Songs vom Album Imagine. Here We Go Again wurde hier erstmals von Rob Stevens remastert und drei weitere Titel, nämlich Give Peace a Chance, Happy Xmas (War Is Over) und Instant Karma! (We All Shine On), beginnen mit Dialogen von John Lennon und Yoko Ono, die dem Film entnommen wurden. Bei Oh My Love spricht Yoko Ono in den Anfang des Liedes hinein. Der CD liegt ein zwölfseitiges Begleitheft bei, das unter anderem eine Erläuterung von Yoko Ono enthält.

## Covergestaltung
Die Gestaltung des Covers erfolgte von Steve Silvas.

## Veröffentlichung
Eine Veröffentlichung im LP-Format erfolgte nicht.
Der Film wurde am 13. Februar 2007 auf DVD veröffentlicht. Die Tonspuren wurden im Dolby Digital 5.1 Surround Sound abgemischt.

## Titelliste
1. Power to the People – 3:22
2. Nobody Told Me – 3:34
3. Working Class Hero – 3:48
4. I Found Out – 3:37
5. Bed Peace (John Lennon/Yoko Ono) – 0:12
6. The Ballad of John and Yoko (Lennon/McCartney) – 3:00
7. Give Peace a Chance – 4:50
8. Love – 3:23
9. Attica State (Live) – 3:46
10. Happy Xmas (War Is Over) (John Lennon/Yoko Ono) – 3:37
11. I Don't Wanna Be a Soldier Mama – 6:05
12. Imagine – 3:02
13. How Do You Sleep? (Instrumental Score) – 3:06
14. New York City – 4:30
15. John Sinclair (Live) – 3:43
16. Scared – 4:35
17. God – 4:09
18. Here We Go Again (John Lennon/Phil Spector) – 4:47
19. Gimme Some Truth – 3:15
20. Oh My Love (John Lennon/Yoko Ono) – 2:44
21. Instant Karma! – 3:20

## Chartplatzierungen
Das Album erreichte keine Chartplatzierungen.